# Phocylides (cràter)
Phocylides és un cràter d'impacte localitzat prop del bord sud-oest de la cara visible de la Lluna. Se superposa al bord sud del cràter Nasmyth, situat al nord. Al nord-oest es troba la inusual formació en altiplà del cràter Wargentin, cap a l'est apareix la formació fusionada Schiller, i en el sud-oest es troba Pingré. Phocylides es localitza al nord-oest de la Conca Schiller-Zucchius.

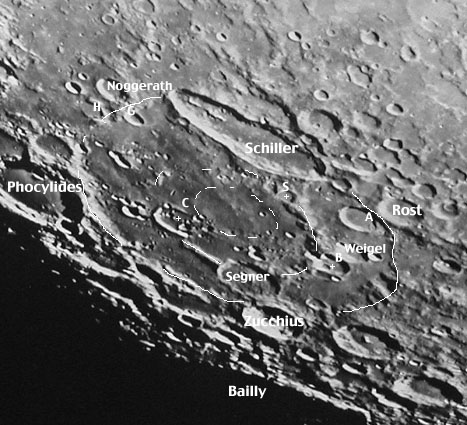
Localització de Phocylides a l'entorn de la Conca Schiller-Zucchius, vist des de la Terra (a l'esquerra de la imatge)

La paret exterior de Phocylides està desgastada i erosionada, especialment en la vora occidental. La vora nord del brocal és discontinu i irregular, amb una elevació del terreny que enllaça amb el bord sud de Wargentin. El cràter Phocylides F travessa la vora sud. El sòl de Phocylides està inundat de lava i és relativament llis, amb alguns cràters petits i sense pic central. L'impacte més notable en el sòl interior és un cràter prop del bord nord-est.

## Cràters satèl·lit

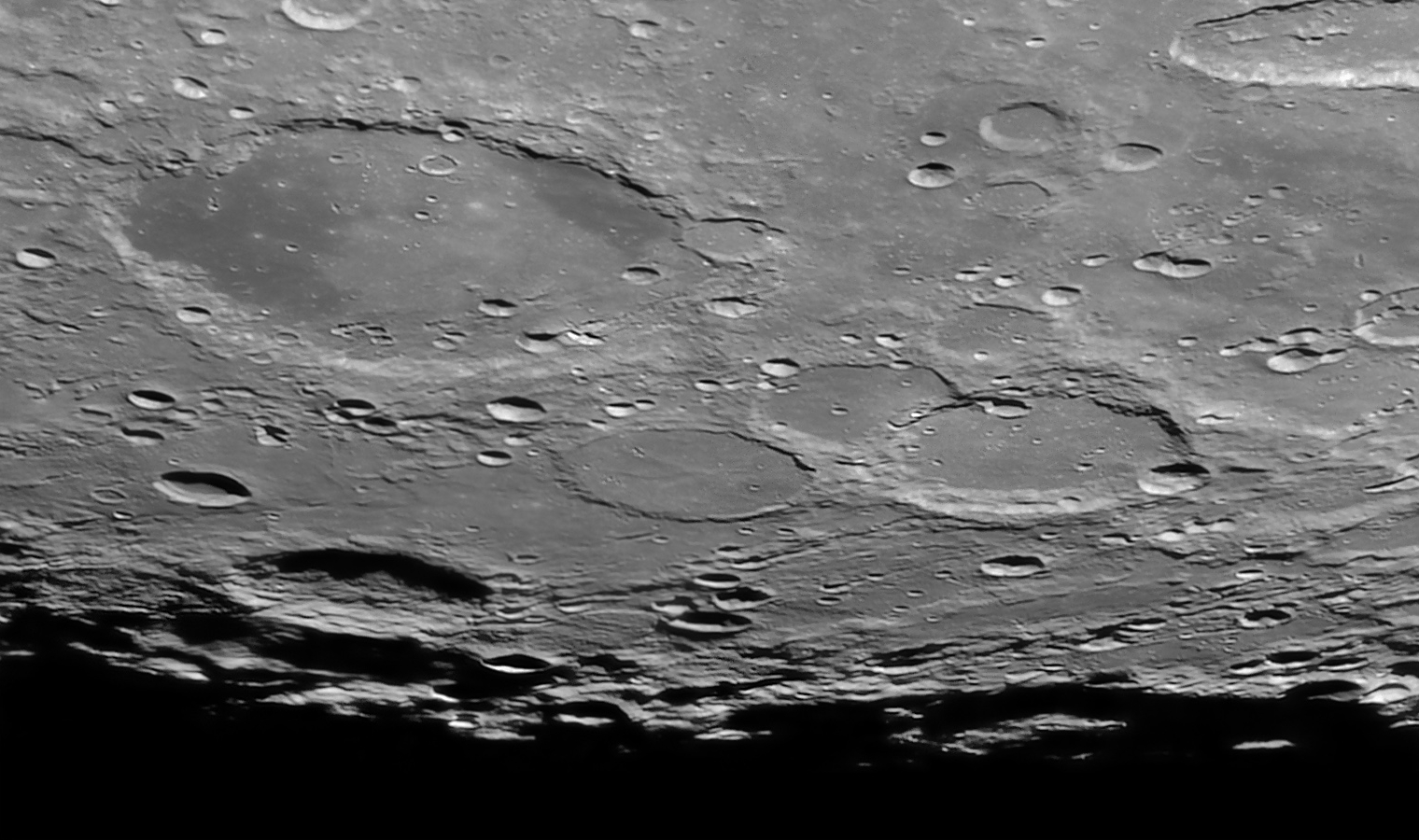
Vista des de la Terra de Nasmyth, Phocylides, i Wargentin (a la dreta) i d'Schickard (a dalt a l'esquerra).

Per convenció aquests elements són identificats en els mapes lunars posant la lletra en el costat del punt central del cràter que està més proper a Phocylides.
|            | \| Phocylides \| Coordenades \| Diàmetre \| \| ---------- \| ------------------------------------ \| -------- \| \| A \| 54° 36′ S, 51° 36′ O / 54.6°S,51.6°O \| 19 km \| \| B \| 53° 48′ S, 51° 42′ O / 53.8°S,51.7°O \| 8 km \| \| C \| 51° 00′ S, 52° 36′ O / 51.0°S,52.6°O \| 46 km \| \| D \| 53° 12′ S, 51° 36′ O / 53.2°S,51.6°O \| 7 km \| \| E \| 55° 30′ S, 57° 42′ O / 55.5°S,57.7°O \| 32 km \| \| F \| 54° 48′ S, 57° 24′ O / 54.8°S,57.4°O \| 23 km \| \| G \| 51° 12′ S, 50° 48′ O / 51.2°S,50.8°O \| 14 km \| \| J \| 54° 06′ S, 62° 42′ O / 54.1°S,62.7°O \| 22 km \| \| K \| 52° 12′ S, 48° 54′ O / 52.2°S,48.9°O \| 14 km \| \| KA \| 52° 00′ S, 48° 54′ O / 52.0°S,48.9°O \| 12 km \| \| KB \| 51° 42′ S, 48° 48′ O / 51.7°S,48.8°O \| 14 km \| \| L \| 56° 54′ S, 62° 42′ O / 56.9°S,62.7°O \| 9 km \| \| M \| 55° 30′ S, 60° 30′ O / 55.5°S,60.5°O \| 9 km \| \| N \| 52° 06′ S, 55° 30′ O / 52.1°S,55.5°O \| 15 km \| \| S \| 55° 54′ S, 59° 48′ O / 55.9°S,59.8°O \| 10 km \| \| V \| 56° 36′ S, 60° 36′ O / 56.6°S,60.6°O \| 8 km \| \| X \| 50° 30′ S, 50° 36′ O / 50.5°S,50.6°O \| 7 km \| \| Z \| 50° 00′ S, 50° 48′ O / 50.0°S,50.8°O \| 8 km \| |          |
| Phocylides | Coordenades | Diàmetre |
| A          | 54° 36′ S, 51° 36′ O / 54.6°S,51.6°O | 19 km    |
| B          | 53° 48′ S, 51° 42′ O / 53.8°S,51.7°O | 8 km     |
| C          | 51° 00′ S, 52° 36′ O / 51.0°S,52.6°O | 46 km    |
| D          | 53° 12′ S, 51° 36′ O / 53.2°S,51.6°O | 7 km     |
| E          | 55° 30′ S, 57° 42′ O / 55.5°S,57.7°O | 32 km    |
| F          | 54° 48′ S, 57° 24′ O / 54.8°S,57.4°O | 23 km    |
| G          | 51° 12′ S, 50° 48′ O / 51.2°S,50.8°O | 14 km    |
| J          | 54° 06′ S, 62° 42′ O / 54.1°S,62.7°O | 22 km    |
| K          | 52° 12′ S, 48° 54′ O / 52.2°S,48.9°O | 14 km    |
| KA         | 52° 00′ S, 48° 54′ O / 52.0°S,48.9°O | 12 km    |
| KB         | 51° 42′ S, 48° 48′ O / 51.7°S,48.8°O | 14 km    |
| L          | 56° 54′ S, 62° 42′ O / 56.9°S,62.7°O | 9 km     |
| M          | 55° 30′ S, 60° 30′ O / 55.5°S,60.5°O | 9 km     |
| N          | 52° 06′ S, 55° 30′ O / 52.1°S,55.5°O | 15 km    |
| S          | 55° 54′ S, 59° 48′ O / 55.9°S,59.8°O | 10 km    |
| V          | 56° 36′ S, 60° 36′ O / 56.6°S,60.6°O | 8 km     |
| X          | 50° 30′ S, 50° 36′ O / 50.5°S,50.6°O | 7 km     |
| Z          | 50° 00′ S, 50° 48′ O / 50.0°S,50.8°O | 8 km     |